# فرید دیاس
فرید آلفونسو دیاس رنالس (اسپانیایی: Farid Alfonso Díaz Rhenals‎؛ زادهٔ ۲۰ ژوئیهٔ ۱۹۸۳) بازیکن فوتبال اهل کلمبیا است.

## باشگاهی
از باشگاه‌هایی که در آن بازی کرده‌است می‌توان به اتلتیکو جونیور و اتلتیکو ناسیونال اشاره کرد.

## تیم ملی
وی همچنین در تیم ملی فوتبال کلمبیا بازی کرده‌است.